# Stupini, Sălaj
Stupini (denumirea în limba maghiară Kisfüzes; colocvial, Fizeș) este un sat în comuna Hida din județul Sălaj, Transilvania, România. Localitatea se află pe una din ramificațiile Drumului Național Jibou-Cluj-Napoca.
În Repertoriul arheologic al României localitatea Stupini este menționată cu un sit arheologic datat (epoca) „Eneolitic” - preistorie, cultura/faza culturală „Tiszapolgár”. Prin Codul RAN 141517.01 este repertoriată așezarea eneolitică cu numele „Așezarea Tiszapolgár de la Stupini - Dealul Stupinilor”.  Tipul sitului este cel de „așezare”, categoria „locuire civilă”, reperul „în apropierea localității, pe un deal”, punctul „Dealul Stupinilor”.

## Istoric
Localitatea este atestată documentar din anul 1366 (Fyzes).

## Lăcașuri de cult
Nu departe de localitatea Stupini, în localitatea Păduriș (fostă Strâmba), se află Mănăstirea Strâmba, reînființată în 1993, cu hramul „Adormirea Maicii Domnului”.

## Imagini

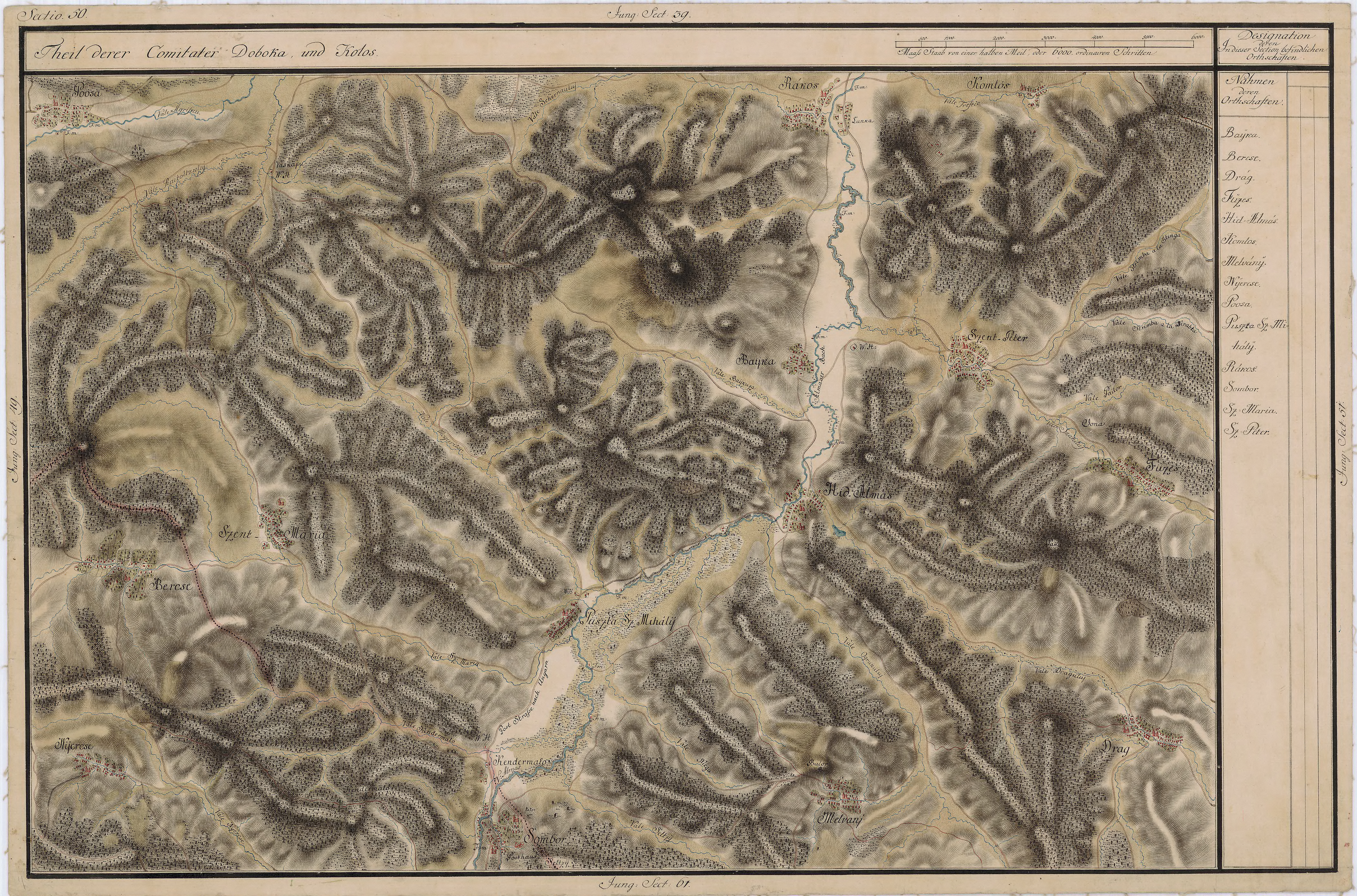
Stupini în Harta Iosefină a Transilvaniei, 1769-73
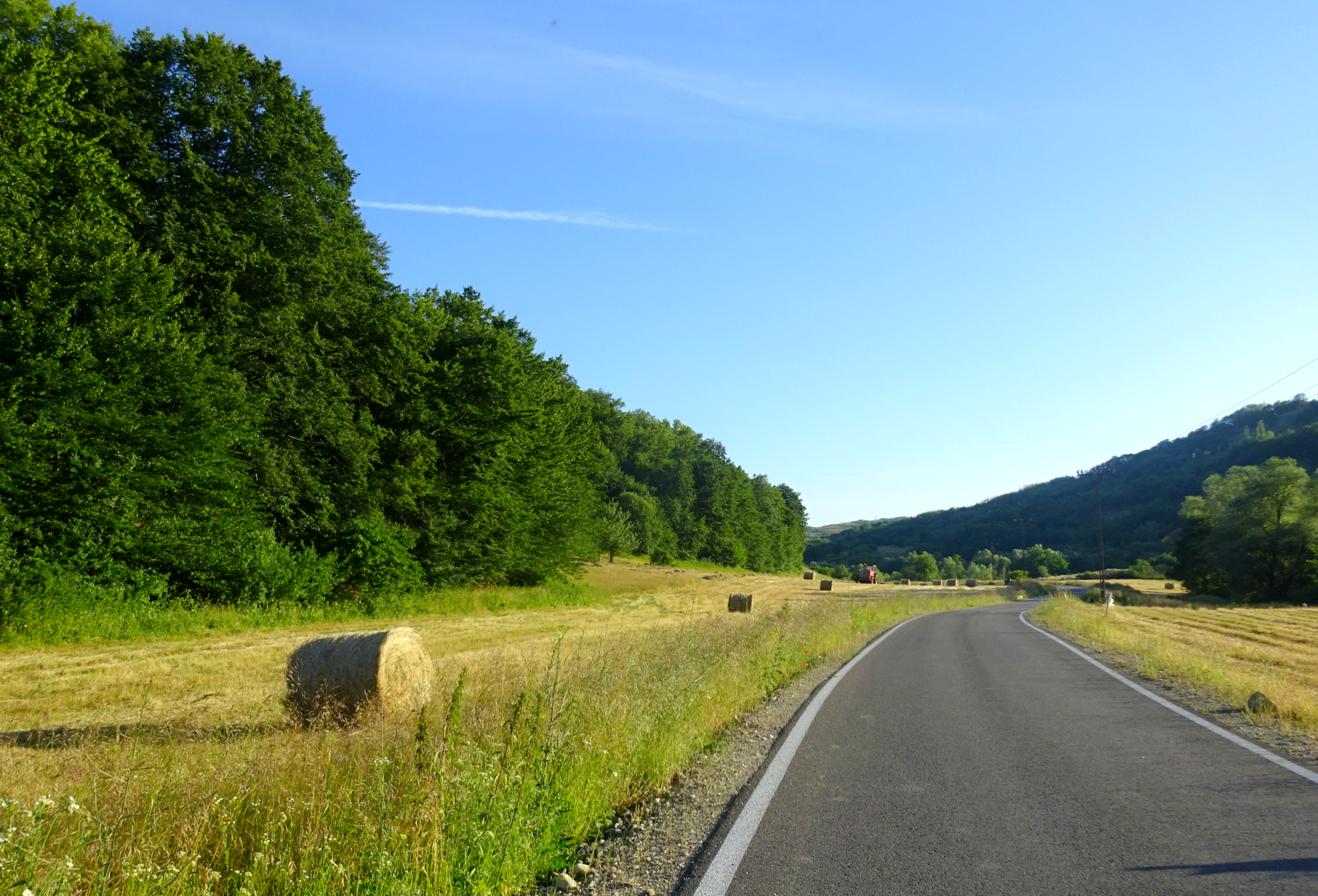
Drumul Sânpetru Almașului-Stupini
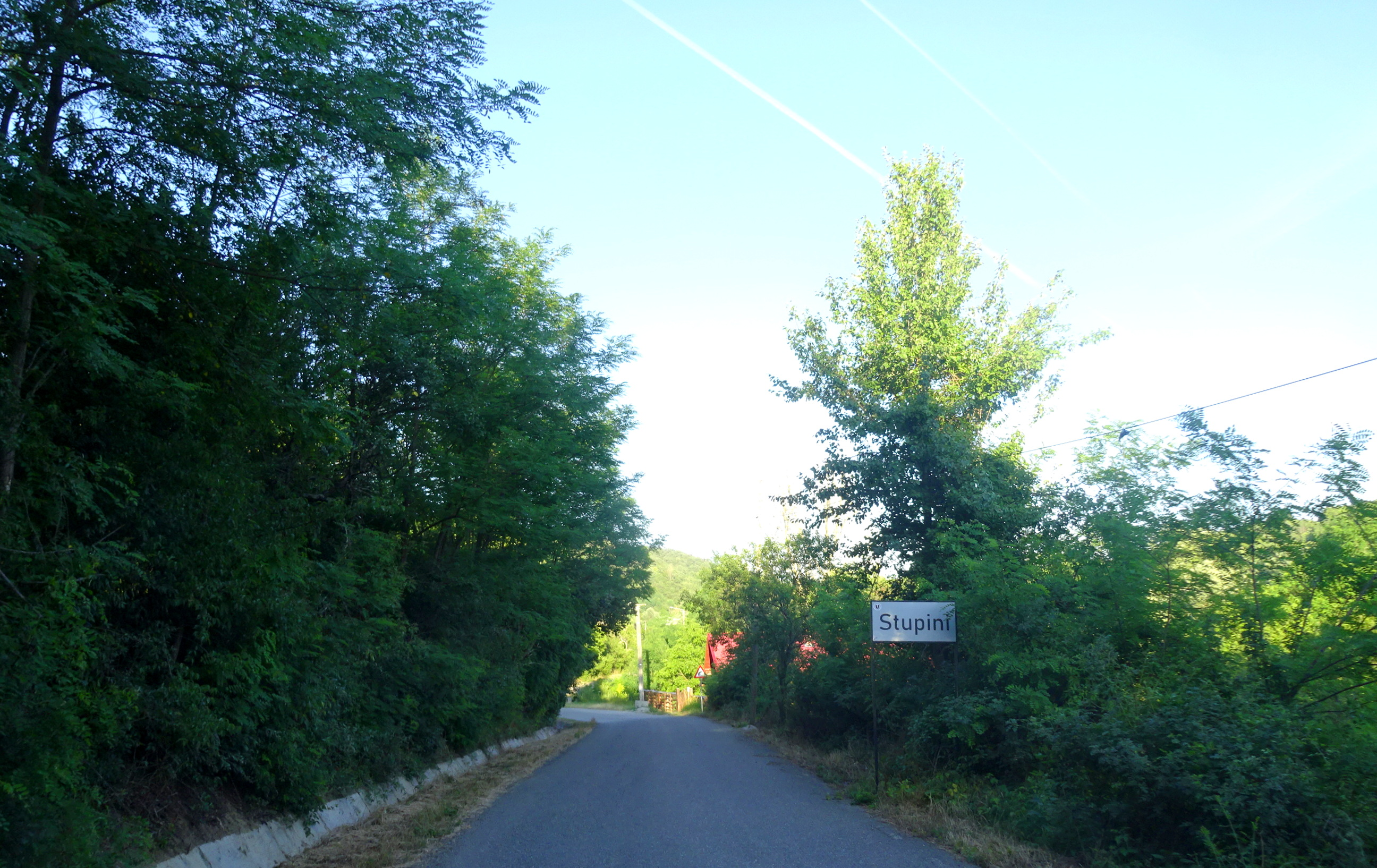
Intrarea în localitate
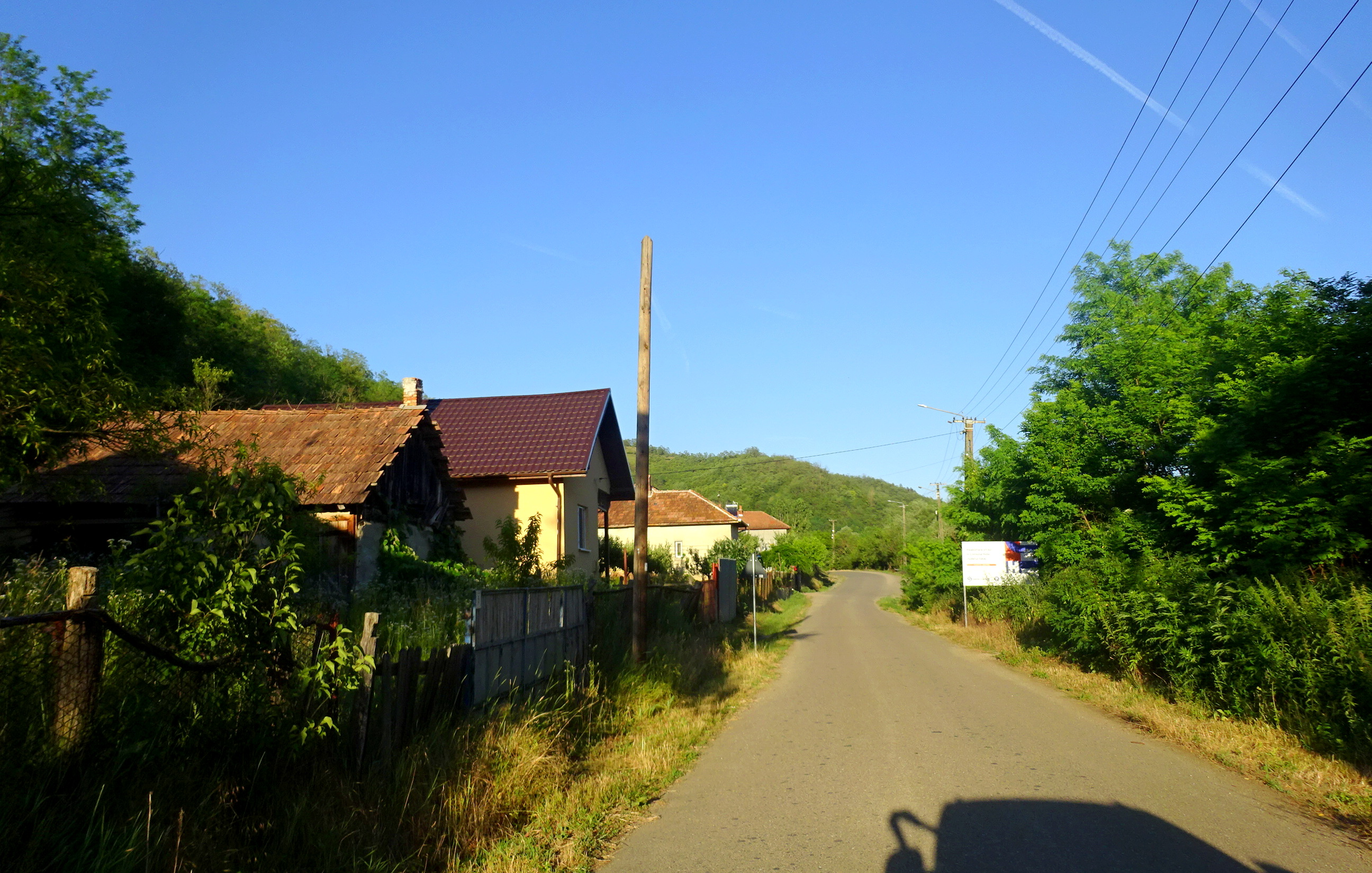
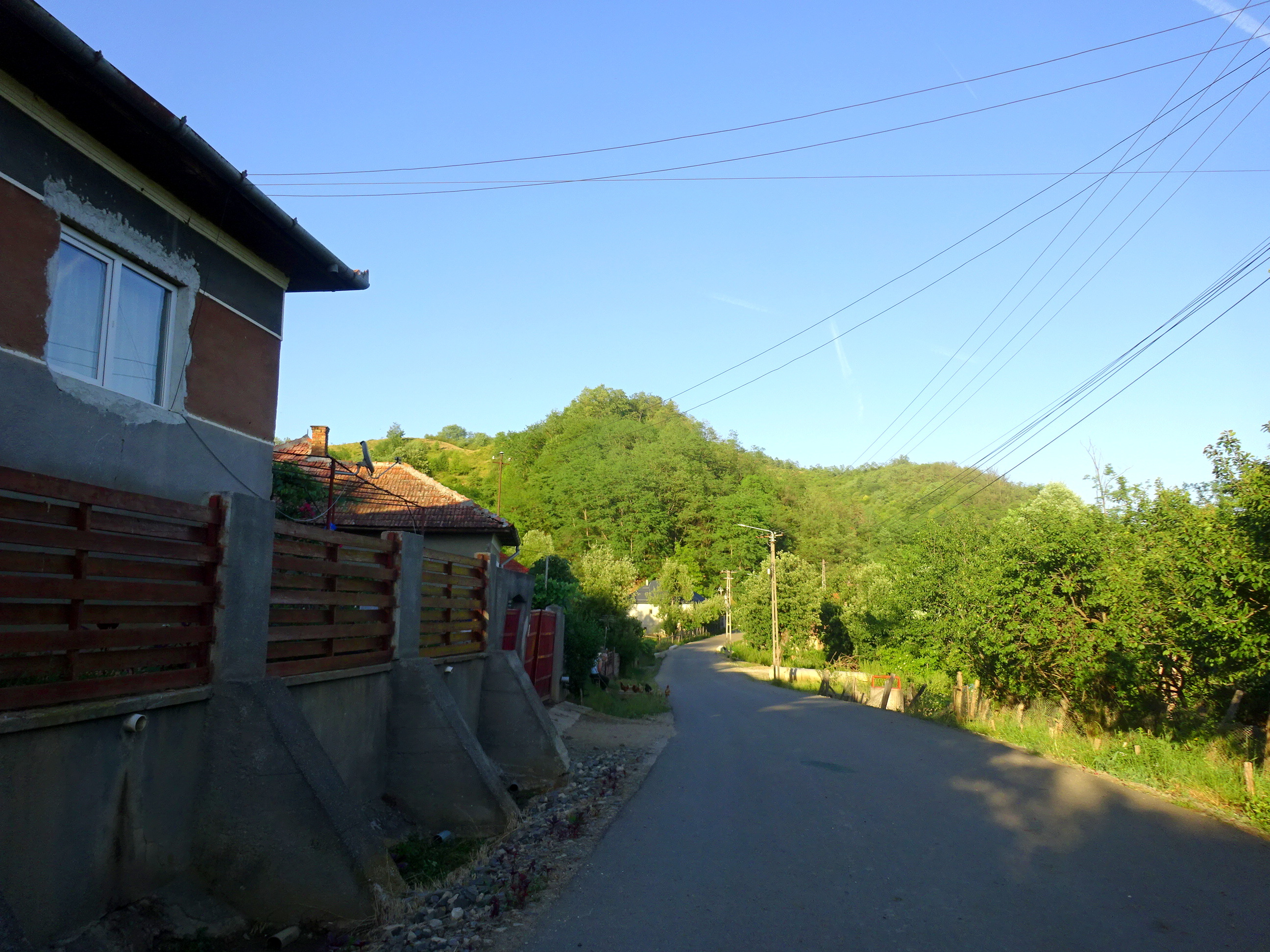
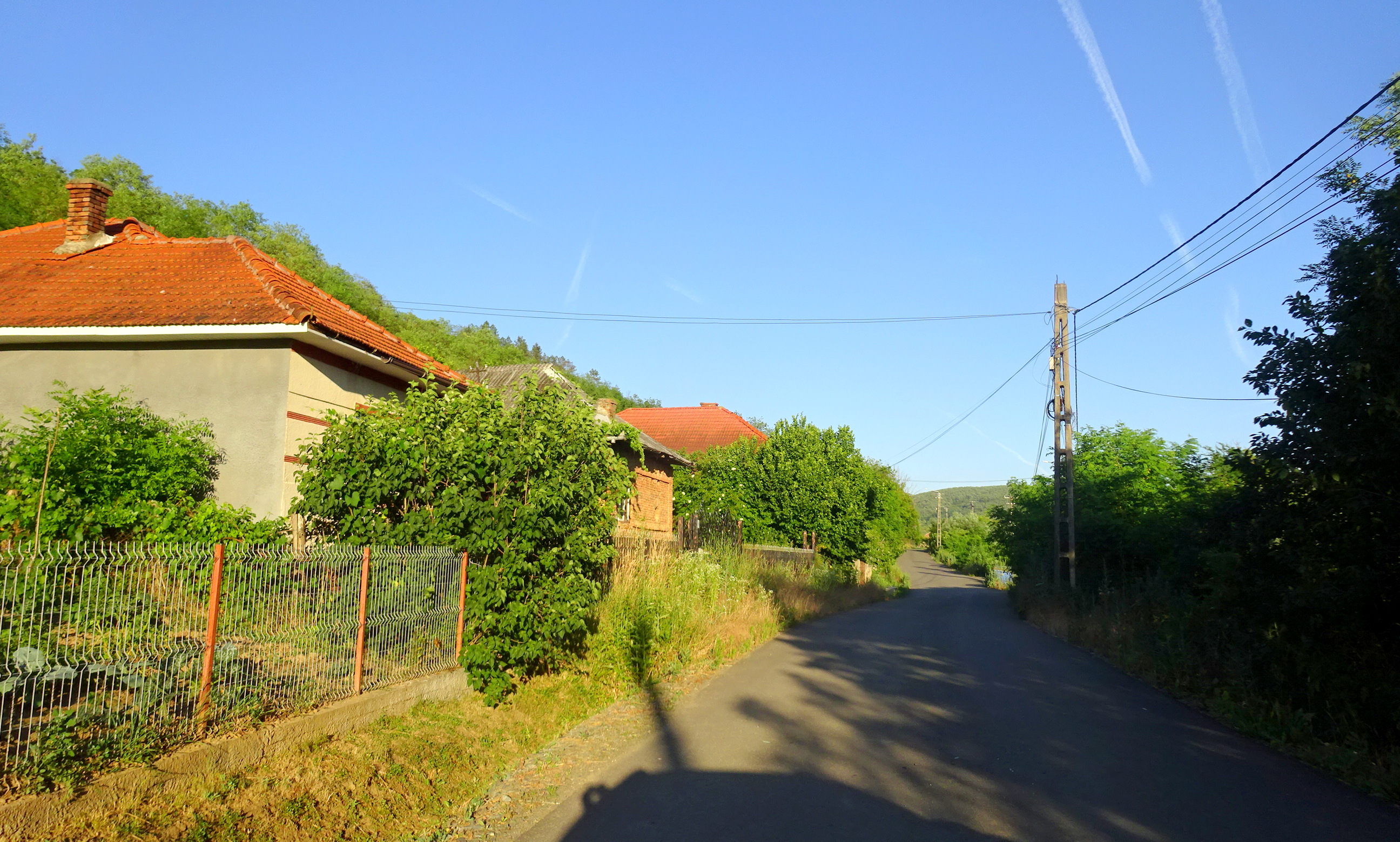
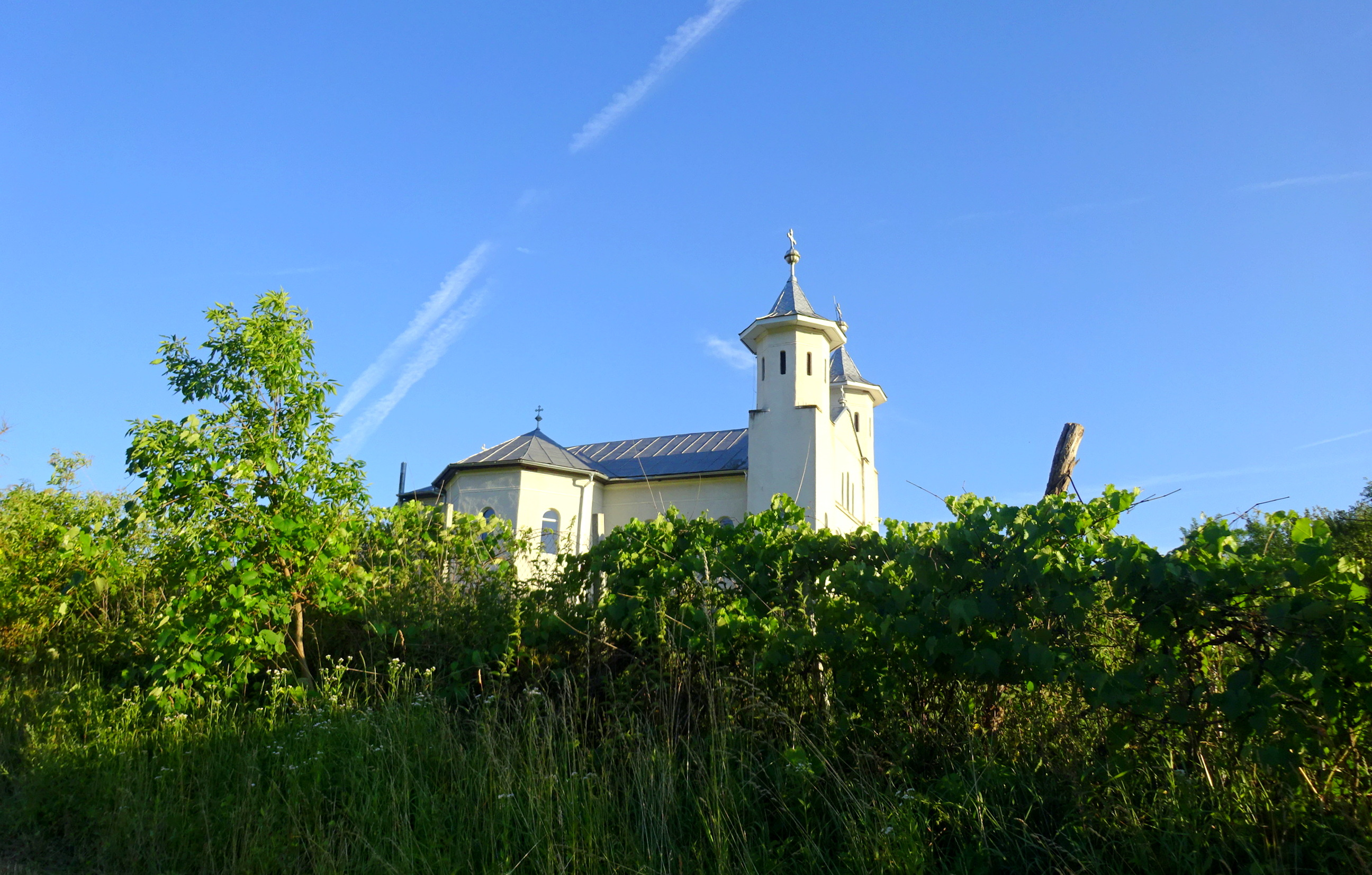
Biserica Sfântul Ioan Botezătorul din Stupini
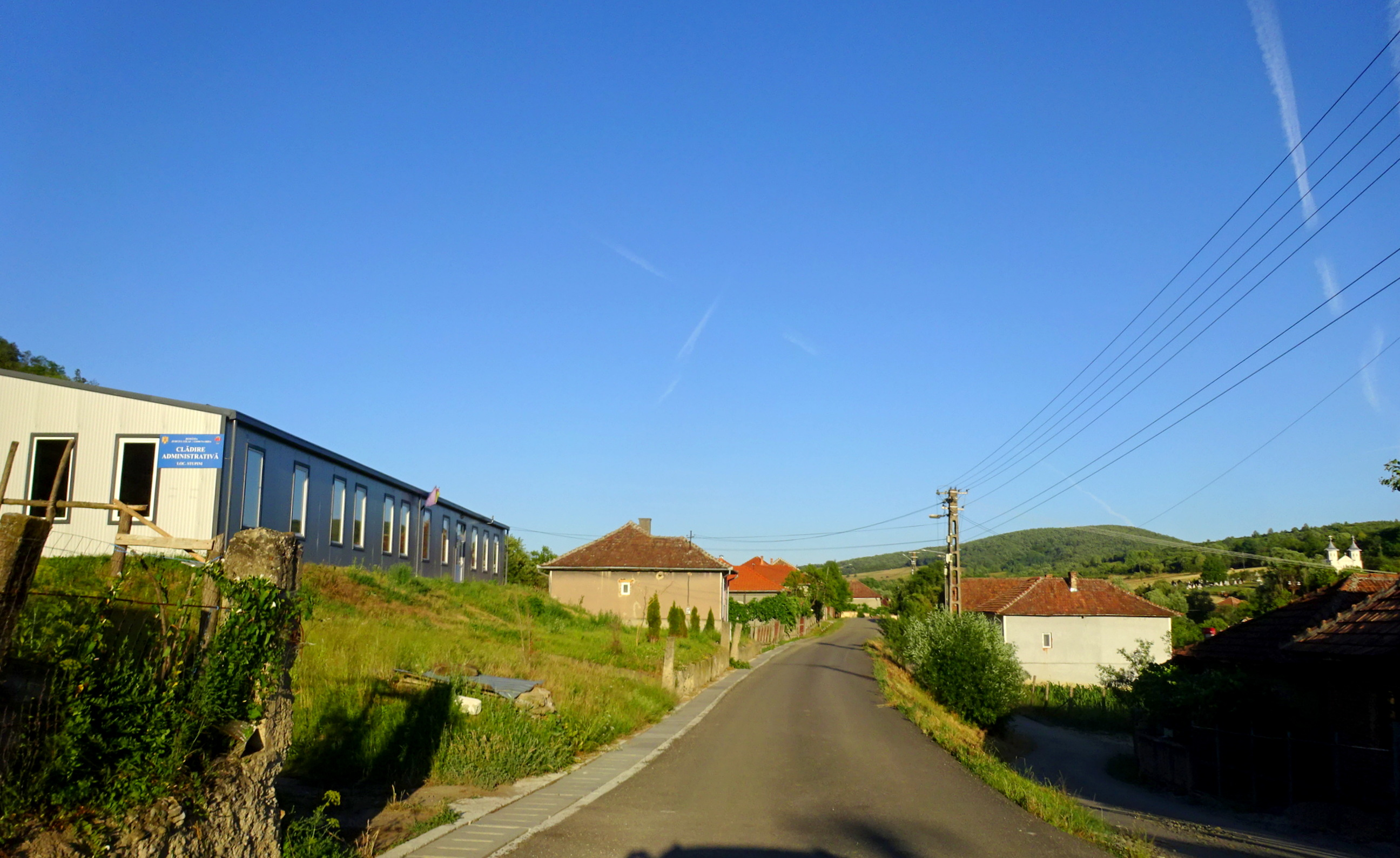
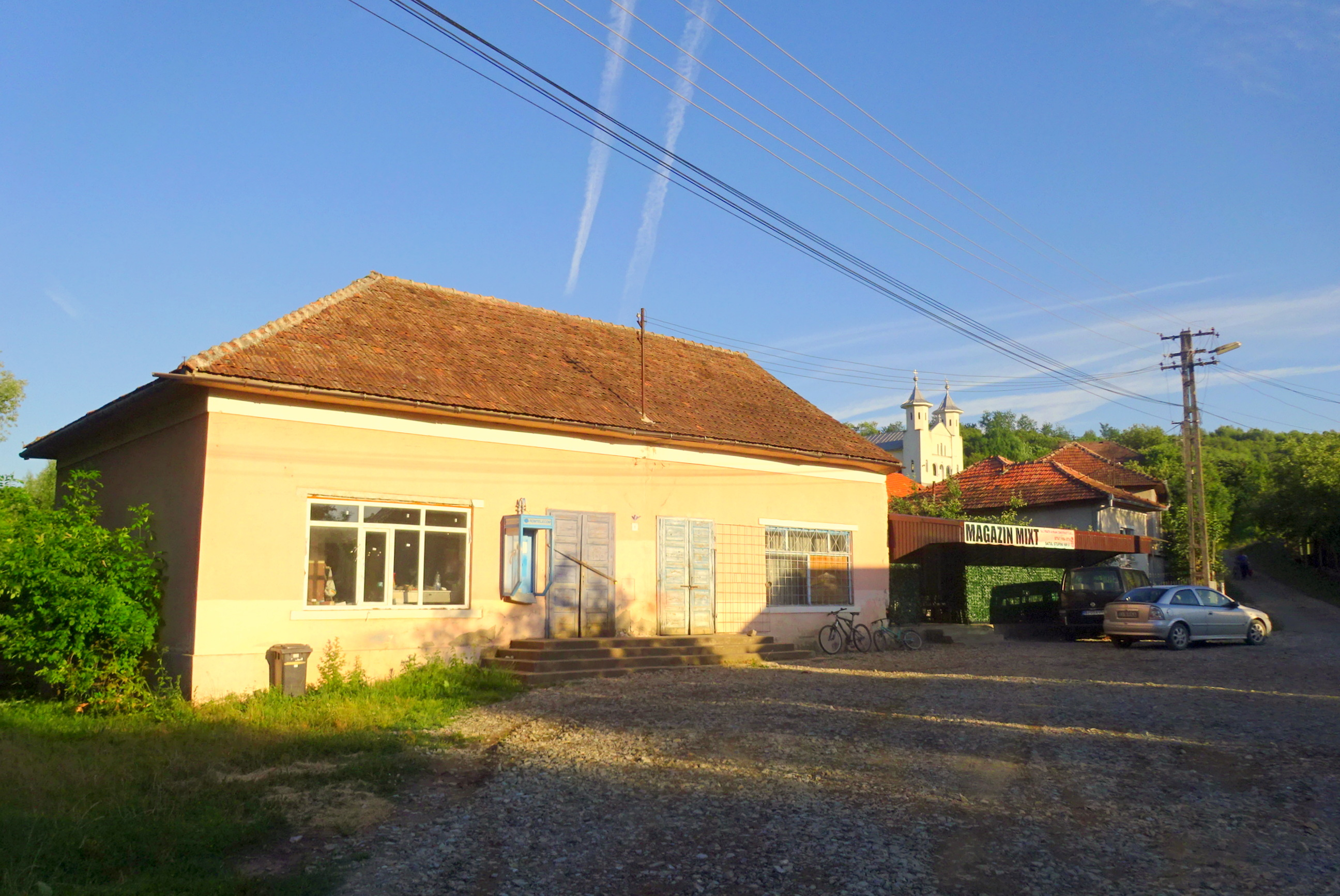
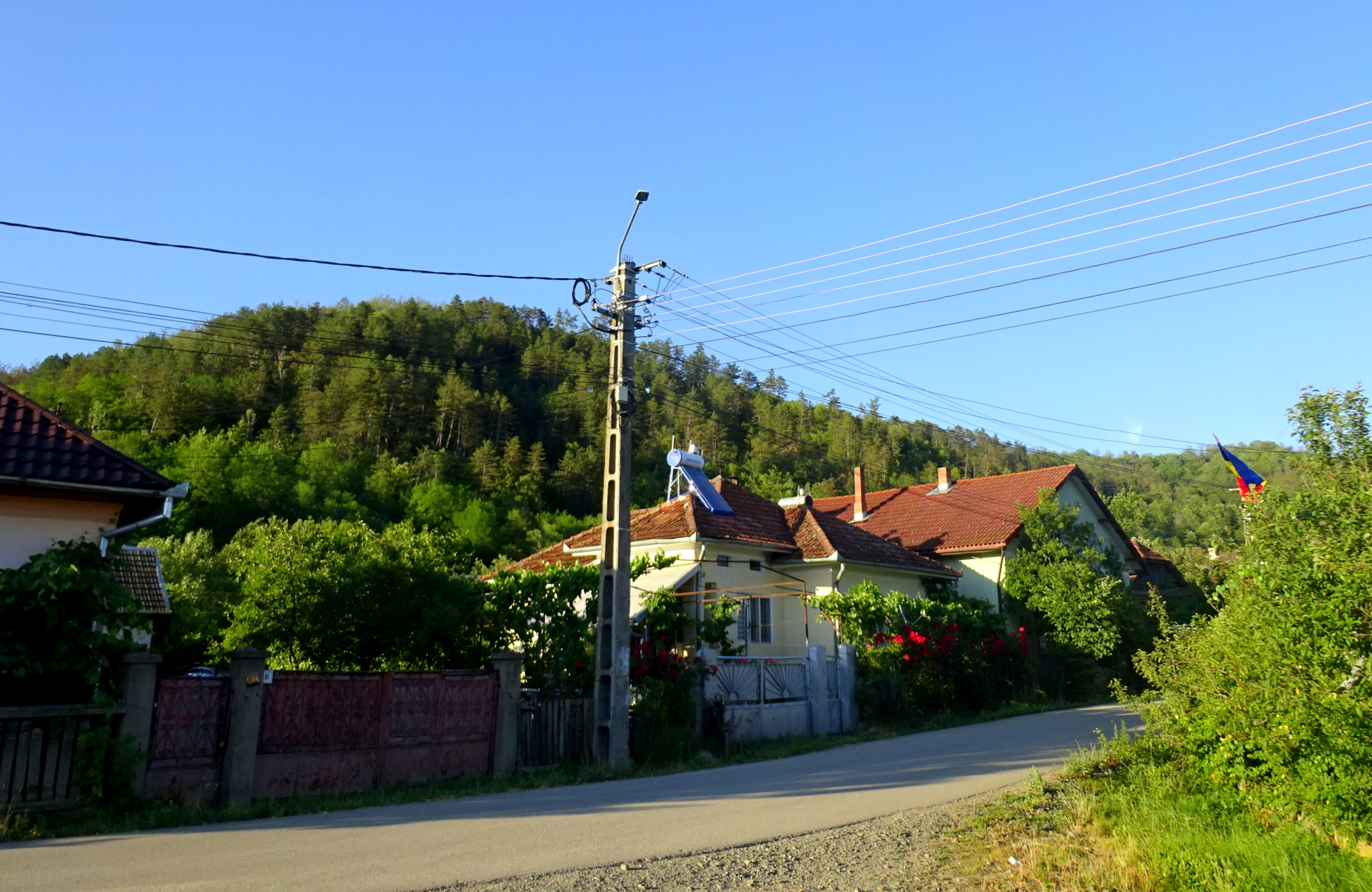
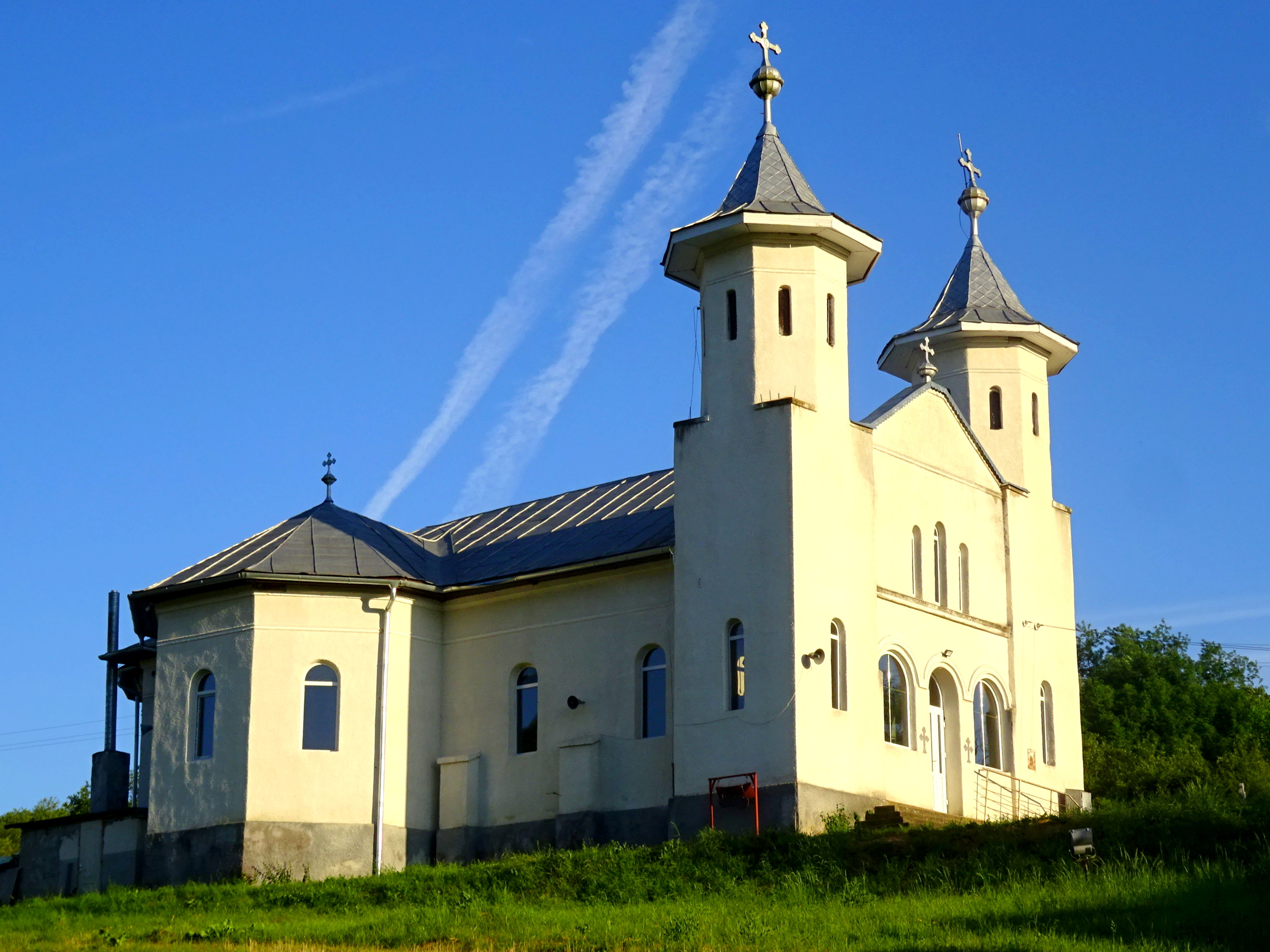
Biserica Sfântul Ioan Botezătorul (1956)
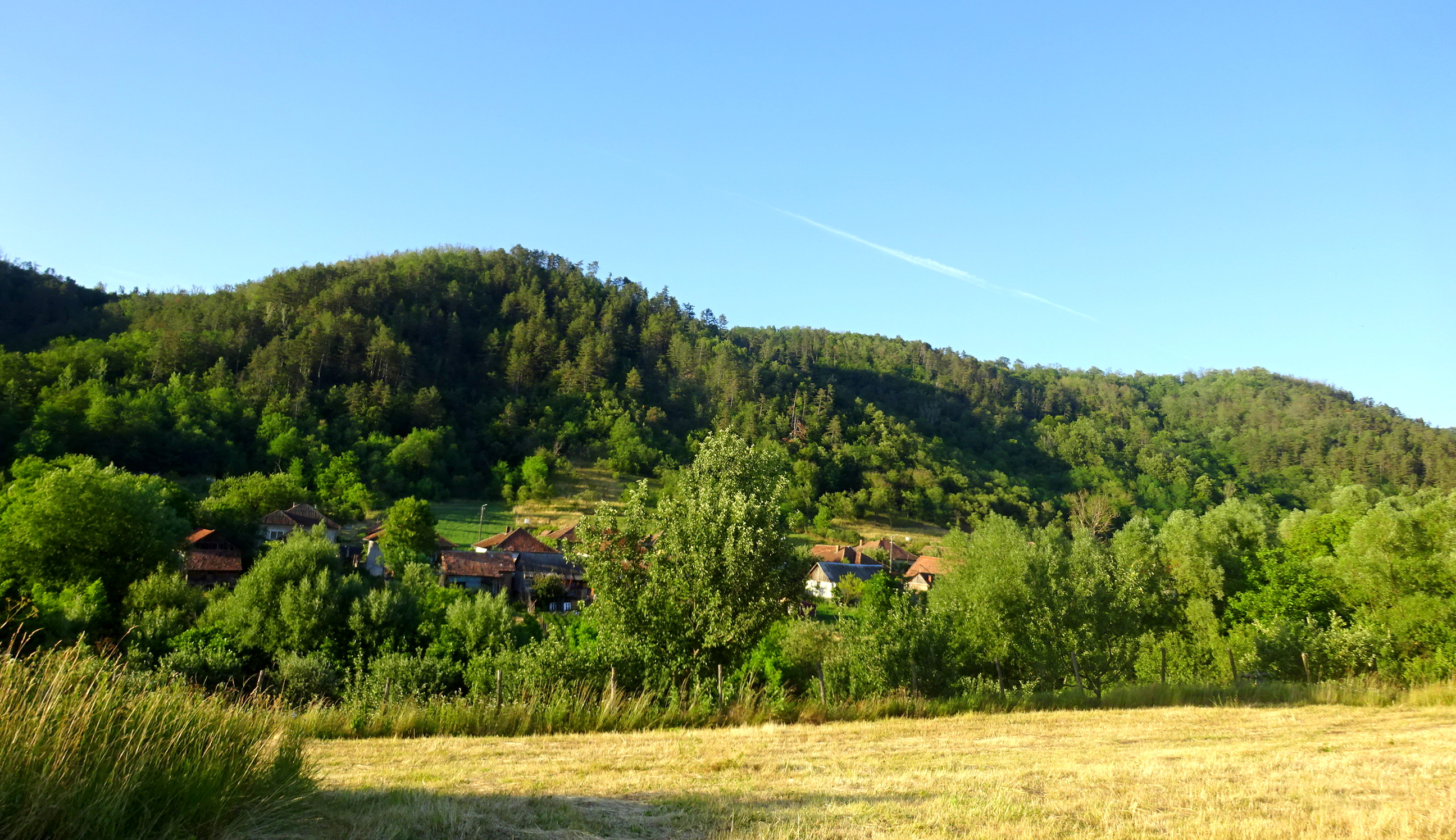